# Деніел Кірквуд
Деніел Кірквуд (англ. Daniel Kirkwood; 27 вересня 1814 — 11 червня 1895) — американський астроном.
Народився в окрузі Гарфорд (штат Меріленд). Освіту здобув у Йоркській академії. У 1843—1849 викладав математику в Ланкастерській вищій школі (штат Пенсільванія), у 1851—1856 — професор математики коледжу в місті Делавер. У 1856—1865 і 1867—1886 — професор математики й астрономії в Індіанському університеті. З 1891 викладав у Стенфордському університеті.
Основні наукові роботи присвячено вивченню малих тіл Сонячної системи. 1857 року виявив існування проміжків у розподілі середніх відстаней астероїдів від Сонця; ці проміжки відповідають періодам обертання астероїдів навколо Сонця, кратним періоду обертання Юпітера, тобто перебувають в резонансі з ним. Кірквуд знайшов також, що щілини в кільцях Сатурна пов'язані з його супутниками — частинки в цих щілинах обертались би навколо планети в резонансі з супутниками. Причина відсутності астероїдів і частинок у кільцях на резонансних орбітах остаточно не встановлена. Кірквуд близько підійшов до відкриття сімейств астероїдів. 1892 року він виокремив тридцять дві групи астероїдів із близькими орбітами (остаточне існування сімейств астероїдів було встановлено К. Хіраямою). 1861 року першим висловив думку про зв'язок метеорів з кометами, що незабаром було підтверджено збігом орбіт кількох метеорних потоків з орбітами комет. У 1866—1867 першим розглянув можливий зв'язок між кометами й астероїдами. Піддав критиці небулярну гіпотезу П. С. Лапласа, довівши, що вона не здатна пояснити багато особливостей Сонячної системи.
Досліджені ним проміжки в поясі астероїдів називають люками Кірквуда на його честь.
На честь ученого також названо астероїд 1578 Kirkwood і ударний кратер на Місяці.
Деніел Кірквуд був кузеном губернатора Айови Самюела Кірквуда, який став міністром внутрішніх справ в адміністраціях президентів Джеймса Гарфілда і Честера Артура.